# Physalacria gillesii
Physalacria gillesii är en svampart som beskrevs av Berthier & Perr.-Bertr. 1985. Physalacria gillesii ingår i släktet Physalacria och familjen Physalacriaceae.   Inga underarter finns listade i Catalogue of Life.